# ريو واتانابي
ريو واتانابي (باليابانية: 渡辺亮؛ بالكانا: わたなべ りょう) هو لاعب كرة قاعدة ياباني، ولد في 10 فبراير 1982 في ناروتو في اليابان.

## وصلات خارجية
- ريو واتانابي على موقع الدوري الياباني لكرة القاعدة (الإنجليزية)
- ريو واتانابي على موقعبيزبول رفرنس.كوم (الدوري الثانوي) (الإنجليزية)